# Стеванович, Далибор
Да́либор Стева́нович (словен. Dalibor Stevanovič; род. 27 сентября 1984, Любляна) — словенский футболист сербского происхождения, игравший на позиции полузащитника. Участник чемпионата мира 2010 года в составе сборной Словении.

## Карьера

### Клубная
Воспитанник школы люблянской «Олимпии», но за основной состав не сыграл ни одного матча, в 2002 году перейдя в клуб «Домжале», тогда выступавший во второй лиге. С «Домжале» Стеванович поднялся в первую лигу; отыграв в чемпионате Словении 4 сезона, полузащитник уехал в иностранный чемпионат, заключив контракт с клубом «Реал Сосьедад». Испанский клуб в то время переживал не лучшие времена: по итогам сезона 2006/07 «Реал Сосьедад» выбыл из Примеры. Отыграв в команде ещё полгода, Далибор Стеванович провёл остаток сезона в аренде в клубе «Депортиво Алавес», а затем покинул испанский чемпионат, подписав соглашение с израильским клубом «Маккаби» (Петах-Тиква). В январе 2009 года полузащитник перешёл на правах аренды в «Витесс»; по окончании сезона 2008/09 нидерландский клуб выкупил Стевановича.

### В сборной
За сборную Словении Далибор Стеванович дебютировал в феврале 2006 года, в матче с командой Кипра. 14 октября 2009 года полузащитник забил свой единственный гол за сборную, поразив ворота сборной Сан-Марино в отборочном матче чемпионата мира.